# أمريكا غوت تالنت الموسم السابع
تم عرض الموسم السابع من أمريكا غوت تالنت على قناة إن بي سي في 14 مايو 2012 واختتم في 13 سبتمبر 2012.
كان المضيف لهذا الموسم كان نيك كانون. والحكام هم هاوي مانديل، شارون أوزبورن، هوارد ستيرن، الفائز بهذا الموسم كان اولات دوغز.